# Pedro Cieza de León
Pedro Cieza de León, född 1520 i Llerena, Badajoz, död 2 juli 1554 i Sevilla, España, var en spansk conquistador och upptäcktsresande, känd för sitt arbete som krönikör och historiker av den Andinska världen.
Cieza de León skrev Chrónica de Perú i fyra delar, varav endast den första publicerades under författarens livstid. De andra tre förblev opublicerade fram till 1800- och 1900-talen. Marcos Jiménez de la Espada har kallat honom "prinsen av de spanska krönikörerna."
I Amerika och framför allt i Cartagena de Indias var han mycket aktiv i expeditioner, stiftelser, regeringsuppdrag och andra aktiviteter, även om hans huvudsakliga arbete, för vilket han är ihågkommen, är hans omfattande Crónica, som utgör det första seriösa projektet att skriva en historia om den andinska världen.